# Yekaterina Lermontova
Yekaterina Vladímirovna Lermontova (en ruso: Екатерина Владимировна Лермонтова, San Petersburgo, 11 de febrero de 1889- San Petersburgo, 9 de enero de 1942) fue una paleontóloga del Imperio Ruso y soviético, responsable de la creación de la primera estratigrafía cámbrica de Siberia. Las especies de animales fósiles y algas, así como las divisiones bioestratigráficas del Cámbrico, reciben su nombre en su honor.

## Educación y primeros años
Lermontova nació en San Petersburgo en una familia que incluía a Mijaíl Lérmontov, un poeta, e Yulia Lermontova, una química. Fue educada en el Instituto Pedagógico de la Mujer y se graduó en 1910, luego recibió un título de la Universidad de San Petersburgo en 1912.

## Carrera de investigación
En 1921, fue empleada por el Comité Geológico y el Instituto de Investigación Científica de Geología de toda la Unión. La investigación de Lermontova se centró en los fósiles del Cámbrico en Siberia; fue la primera investigadora en investigar los trilobites cámbricos en la entonces URSS. Su investigación incluyó fósiles de trilobites en Kazajistán, Siberia, los montes Urales y Asia Central. Fue asesinada en el asedio de Leningrado durante la Segunda Guerra Mundial.

## Legado
Lermontova es el homónimo de las divisiones bioestratigráficas del Cámbrico